# سانی رالینز
سانی رالینز (به انگلیسی: Sonny Rollins) (زاده ۷ سپتامبر ۱۹۳۰) نوازنده ساکسوفون تِنور سبک جاز اهل آمریکا است. وب‌گاه آل‌میوزیک رالینز را نه تنها یکی از بهترین ساکسفونیست‌های تنور دوران بی‌باپ و هارد باپ، بلکه بهترین نوازندهٔ معاصر ساکسفون جاز دانسته‌است.
کودکی و جوانی او در محله هارلم نیویورک گذشت و در همین دوره بود که سبک جدید بی باپ در هارلم شکل گرفت. او با برخی از پایه‌گذاران بی‌باپ مثل دیزی گیلیسپی و چارلی پارکر و باد پاول برنامه اجرا کرد. در دهه ۵۰ او را بهترین نوازنده ساکسوفون جاز بعد از چارلی پارکر می‌دانستند. در دهه ۶۰ به فری جز روی آورد. مدتی از ظاهر شدن در انظار دوری کرد ولی در دهه ۷۰ دوباره به اجرا پرداخت.
تعدادی از ساخته‌های رالینز مانند «Oleo»، «Airegin» و «St. Thomas» از شناخته‌شده‌ترین آثار جَز و در ردهٔ نغمه‌های استاندارد جاز به‌شمار می‌آیند.